# Foster (Indiana)
Foster es un área no incorporada ubicada en el condado de Warren en el estado estadounidense de Indiana.

## Geografía
Foster se encuentra ubicado en las coordenadas 40°08′48″N 087°28′17″O / 40.14667, -87.47139.